# Schiltern (Gemeinde Langenlois)
Schiltern ist ein Ort und eine Katastralgemeinde der Stadtgemeinde Langenlois im Bezirk Krems-Land in Niederösterreich.
Zum Markt Schiltern als Zentralort gehören die Rotten Kronsegg und Neumühle, sowie die Streusiedlungen Krückl, Reisert und Neuwald.

## Geografie
Der Ort gehört zur Kleinregion Kamptal Süd und liegt zwischen Langenlois und Gföhl. Die Seehöhe in der Ortsmitte beträgt 380 Meter. Die Fläche der Katastralgemeinde umfasst 14,67 km². Die Einwohnerzahl beläuft sich auf 614 Einwohner (Stand: 1. Jänner 2024).

## Geschichte
Eine 2016 in Schiltern prospektierte Kreisgrabenanlage belegt eine dauerhafte Besiedlung in der Jungsteinzeit, zahlreiche ältere Funde weisen auf Lagerplätze in der Altsteinzeit hin. Bereits um 1920 wurde vom Prähistoriker Anton Hrodegh eine bronzezeitliche Siedlung am Burgstall nahe Kronsegg nachgewiesen. Im Mittelalter wurde der Ort erstmals 1034 erwähnt. Bis in das 19. Jahrhundert erfolgten zahlreiche Wechsel der Grundherren der zwischenzeitlich brandenburgischen Lehensherrschaften Kronsegg und Schiltern.
Mit der Inbetriebnahme der Kamptalbahn entwickelte sich Schiltern vorübergehend zu einer kleinen Sommerfrische.
Die bis dahin selbstständige Marktgemeinde mit den Ortsteilen Schiltern und Kronsegg wurde zum 1. Jänner 1972 in die Stadtgemeinde Langenlois eingemeindet.
Postleitzahl: In der Stadtgemeinde Langenlois finden mehrere Postleitzahlen Verwendung. Schiltern hat die Postleitzahl 3553.

### Bevölkerungsentwicklung
| Jahr      | 1794 | 1830 | 1869  | 1910 | 1951 | 1961 | 1981 | 1991 | 2001 | 2011 |
| --------- | ---- | ---- | ----- | ---- | ---- | ---- | ---- | ---- | ---- | ---- |
| Einwohner | 742  | 960  | 1.031 | 968  | 755  | 681  | 654  | 608  | 641  | 696  |

## Kultur und Sehenswürdigkeiten

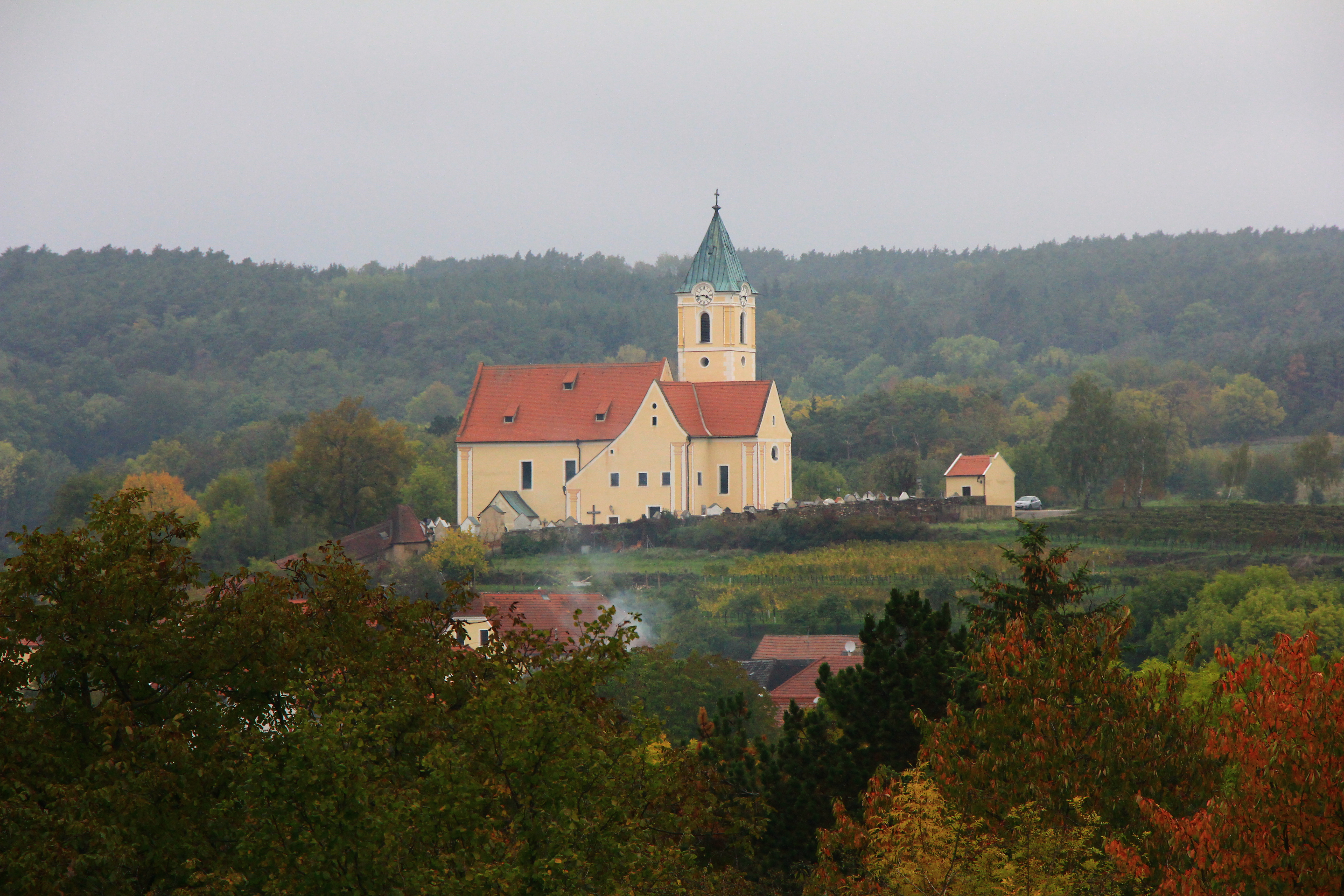
Pfarrkirche Schiltern

Siehe auch: Liste der denkmalgeschützten Objekte in Langenlois, Abschnitt Katastralgemeinde Schiltern.
- Hausberg Zorimauer: Fluchtburg mit Wallgraben aus dem 13. Jahrhundert, neben der Pfarrkirche gelegen.
- Burgruine Kronsegg: Festung im Ortsteil Kronsegg aus dem 13. Jahrhundert, wehrhaft bis ins 18. Jahrhundert.
- Schloss Schiltern: Der Gutshof wurde ab dem Ende des 16. Jahrhunderts zu einem herrschaftlichen Schloss ausgebaut. Nach mehreren freiherrlichen und gräflichen Besitzern erwarb 1928 die Gemeinde Langenlois das Schloss, gab es aber bereits 1930 an das Institut der Englischen Fräulein weiter. Seit 1987 ist es der Sitz der PSZ Schiltern GmbH.
- Katholische Pfarrkirche Schiltern Hl. Pankratius

## Wirtschaft

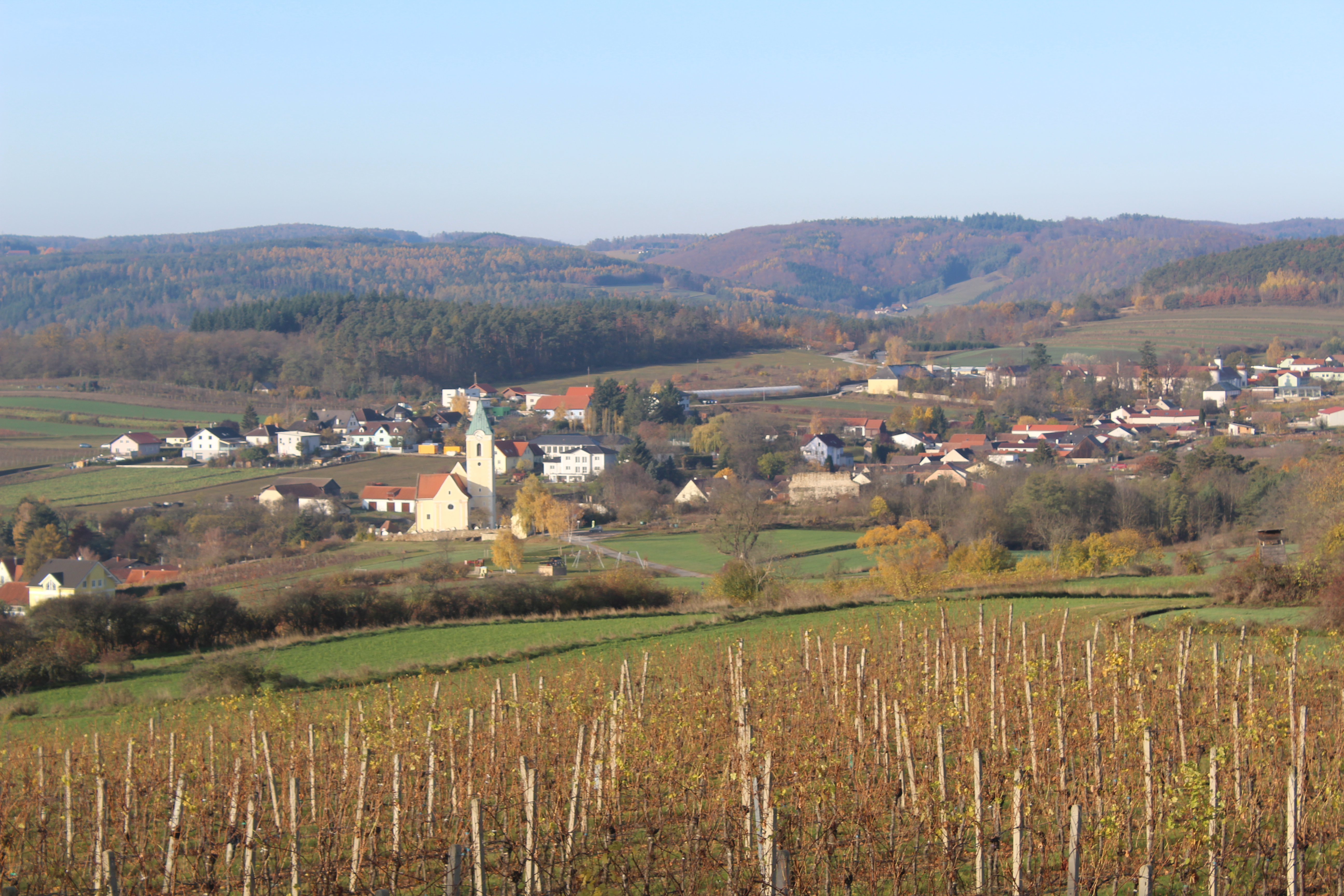
Blick von Osten auf Schiltern bei Langenlois

- Weinbau zählt wie in der gesamten Gemeinde zu den wichtigsten Wirtschaftszweigen, es gibt 3 Heurige
- Gartenbau mit zwei überregionalen Leitbetrieben Arche Noah (Verein) und Erlebnisgärten Kittenberger
- Freiwillige Feuerwehr Schiltern
- Brauerei Schneider

## Öffentliche Einrichtungen
In Schiltern befindet sich ein Kindergarten und eine Volksschule.

## Persönlichkeiten
Söhne und Töchter:
- Anton Weichselbaum (1845–1920), Anatom, Pathologe und Bakteriologe, in Schiltern geboren
- Anton Hrodegh (1875–1926), Pfarrer und Prähistoriker, in der Pfarre Schiltern geboren